# 宝珠院 (埼玉県松伏町)
宝珠院（ほうしゅいん）は、埼玉県北葛飾郡松伏町にある真言宗豊山派の寺院。

## 歴史
1597年（慶長2年）、宗弁によって開山された。ただそれ以前より、当地では毘沙門天像を安置していた堂宇が存在していた。この堂宇は1394年（応永元年）に建てられた。この毘沙門天像は鎌倉時代の作で、一説では運慶が作ったといわれている。
寛政年間（1789年 - 1801年）の火災で、本堂と毘沙門堂が焼失した。1805年（文化2年）に再建され、その後改築が何回か行われ現在に至っている。

## 文化財
- 倶利迦羅不動剣（松伏町指定有形文化財 昭和50年6月1日指定）[3]
- 金剛界大日如来坐像（松伏町指定有形文化財 昭和50年6月1日指定）[4]

## 交通アクセス
- 路線バス内前野停留所より徒歩5分。